# Пам'ятник Тарасові Шевченку (Дніпро)
Пам'ятник Тарасові Григоровичу Шевченку у Дніпрі встановлено 24 серпня 1992 р.

## Історія
У зв'язку з перебуванням Т. Г. Шевченка на Придніпров'ї в м. Дніпрі було споруджено три пам'ятники великому українському поету. Всі вони відтворюють поета таким, яким він був після повернення із заслання в кінці 50-х років ХІХ ст. Коли Т. Г. Шевченко відвідав Катеринослав у 1843 р., йому було 29 років. Саме такий молодий вигляд він мав на автопортретах 1840 і 1843 рр. Ця обставина, а також віддаленість Шевченкового монумента на Монастирському острові від центру, спонукали громадськість поставити питання про спорудження ще одного пам'ятника поетові в центрі міста.
Автопортрет 1840 р. надихнув відомого дніпропетровського скульптора В. П. Небоженка на виконання скульптури молодого Тараса Григоровича. Фігура Шевченка, поставлена на невисокий постамент, вдало відтворює молодого поета в сидячому положенні. Відливали скульптуру досвідчені майстри ливарного цеху Дніпровського машинобудівного заводу.
Урочисте відкриття пам'ятника відбулося у першу річницю незалежності України — 24 серпня 1992 року.
Пам'ятник органічно вписався в оточуючий простір: його заднім фоном є дерева скверу, поруч — будинок обласної філармонії, а напроти — стіна будинку Дніпровського академічного українського музично-драматичного театру імені Тараса Шевченка. На ній встановлені бюсти видатних українських митців слова — Г. Сковороди, І. Франка, Л.Українки, В. Винниченка та В. Стуса. На п'єдесталі пам'ятника молодому Шевченку часто лежать квіти від численних шанувальників поета.